# Asterobemisia atraphaxius
Asterobemisia atraphaxius es un hemíptero de la familia Aleyrodidae, con una subfamilia: Aleyrodinae.
Fue descrita científicamente por primera vez por Danzig en 1969.
Habita en Asia, desde medio oriente a la península de Corea.
Es presa de Orius linnavuorii.